# Edward Laurence Albert
Edward Albert (20 de febrero de 1951 - 22 de septiembre de 2006) fue un actor televisivo y cinematográfico estadounidense.

## Primeros años
Su verdadero nombre era Edward Laurence Heimberger, nació en Los Ángeles, California. Sus padres eran el actor Eddie Albert y la actriz y bailarina mexicana Margo Albert. Su padrino fue el amigo de la familia y leyenda cinematográfica Laurence Olivier, en honor del cual recibió Albert su segundo nombre.
Edward Albert fue también conocido por los nombres de Edward Laurence Albert y ocasionalmente, Eddie Albert Jr.

## Carrera
Albert debutó en el cine en el inusual y excéntrico drama de 1965  The Fool Killer. En el filme actuaba como un huérfano fugitivo que viajaba con un veterano de la Guerra de Secesión, papel interpretado por Anthony Perkins. Es sobre todo recordado por su papel de un hombre ciego en la película de 1972 Las mariposas son libres, junto a Goldie Hawn. Con este trabajo consiguió un Globo de Oro a la estrella masculina más prometedora.
Al año siguiente actuó con Liv Ullmann en la adaptación para el cine de la obra Forty Carats (Cuarenta quilates). Albert también interpretó a un piloto estadounidense, hijo de un capitán de la Armada (Charlton Heston), en el filme Midway.
También consiguió fama por su papel periódico de Elliot Burch,  millonario de Nueva York enamorado de la heroína Catherine Chandler (interpretada por Linda Hamilton) en la serie televisiva de la década de 1980 Beauty and the Beast. Fue conocido por el público infantil por interpretar a Mr. Collins, padre de Wesley Collins, el Red Ranger de Power Rangers Time Force. Así mismo, Albert dio voz al superhéroe ciego Daredevil en dos episodios de Spider-Man en los años 1990.
En 1981, protagonizó la película de culto The Galaxy of Terror, producida por el legendario Roger Corman. En 1982 interpretó un papel protagónico en la cinta de horror The House where Evil Dwells junto a Susan George y Doug McClure.
En el filme Guarding Tess (Tess y su guardaespaldas) (1994), fue el hijo de la secuestrada antigua primera dama Tess Carlisle (Shirley MacLaine), producción en la que trabajaba Nicolas Cage.
A lo largo de su vida actuó en gran número de filmes, programas televisivos y seriales, a menudo interpretando a gallardos caballeros con tendencias malvadas.

## Vida personal
Albert fue un fotógrafo experto, además de músico. Se casó con la actriz Katherine Woodville en 1978, y tuvieron una hija, Tai Carmen, que es cantante y compositora de la banda de rock Sugar in Wartime.
En sus últimos años, Albert dedicó Buena parte de su tiempo a inquietudes medioambientales y humanitarias. Así, trabajó en la California Coastal Commission y en la Native American Heritage Comission del mismo estado. Vivió en un rancho en las montañas cercanas a Malibu y como residente del área, dedicó parte de su tiempo a la preservación de las montañas y cañones que todavía no habían sido urbanizados.
Edward Albert falleció a causa de un cáncer de pulmón en 2006 en su domicilio en Malibu. Su muerte se produjo un año después de la de su padre. A pesar de su dolencia, había cuidado de su padre, afectado por una enfermedad de Alzheimer, hasta el momento de su fallecimiento a los 99 años de edad en 2005.